# Unió de la Reconstrucció Econòmica
La Unió de la Reconstrucció Econòmica (en alemany: Wirtschaftliche Aufbau-Vereinigung, WAV) va ser un partit polític alemany de tendència conservadora i populista, existent entre 1945 i 1953.

## Història
Va ser fundat a Baviera el 1945 per l'advocat Alfred Loritz. El 8 de desembre d'aquell any va ser oficialment reconegut com a partit per les forces d'ocupació. Igual que el posteriorment establert Bloc dels Refugiats i Expatriats, el seu suport consistia principalment en els alemanys expulsats. El partit també va intentar arribar als ex-nazis que es veien com a víctimes dels processos de desnazificació empresos per l'ocupació aliada.
El partit existia només a Baviera, sense tenir activitat en altres estats federats (de manera similar a la CSU). A més del populisme i el suport al federalisme, la base ideològica del partit era molt limitada. Va comptar amb representació parlamentària al Parlament regional bavarès després de les eleccions estatals de 1946,  en les quals va obtenir un 7,4% dels vots. Tres anys després, en les eleccions federals de 1949, va aconseguir el 2.9% dels vots (14.4% a Baviera) i 12 escons al Bundestag.
A partir d'aquest moment, el partit va començar a decaure. El seu suport es va derrumbar en les eleccions de Baviera de 1950, amb només el 2,8%, i el grup parlamentari es va desfer amb la sortida de quatre diputats al Partit del Centre, sis al Partit Alemany i un al Deutsche Reichspartei (DRP), deixant a Loritz com l'únic diputat del WAV. El pitjor estava per arribar l'any 1952, quan el van participar en les eleccions municipals, obtenint només el 0,3% dels vots. El partit no va presentar candidats per a les eleccions federals de 1953 i es va dissoldre aquell mateix any.

## Resultats electorals

### Eleccions legislatives
| Any  | Vots (llista) | %    | Escons   | Govern   |
| ---- | ------------- | ---- | -------- | -------- |
| 1949 | 681.888 (#8)  | 2,87 | 12 / 402 | Oposició |

### Eleccions al Landtag de Baviera
| Any       | Vots (directes) | Vots (llista) | %   | Escons   | +/– | Govern            |
| --------- | --------------- | ------------- | --- | -------- | --- | ----------------- |
| 1946 (AC) |                 | 137.765 (#4)  | 5,1 | 8 / 180  |     | Oposició          |
| 1946      |                 | 225.404 (#3)  | 7,4 | 13 / 180 | 5   | Oposició          |
| 1950      | 132.183 (#6)    | 127.504 (#6)  | 2,8 | 0 / 204  | 13  | Extraparlamentari |